# Copa da Colômbia de Futebol de 2020
A Copa da Colômbia de 2020, também conhecida oficialmente e por motivos de patrocínio como Copa BetPlay DIMAYOR 2020, foi a 17.ª edição dessa competição colombiana de futebol organizada pela Divisão Maior do Futebol Colombiano (DIMAYOR). O torneio foi disputado pelas 36 equipes da primeira e segunda divisão do futebol profissional na Colômbia e começou no dia 19 de fevereiro de 2020. O término foi em 11 de fevereiro de 2021 (originalmente estava marcado para 11 de novembro de 2020) e o campeão do certame se classificou para a Copa Sul-Americana de 2022 (originalmente obteria uma vaga na Taça Libertadores de 2021).
O Independiente Medellín, que foi o defensor do título, acabou sagrando-se bicampeão (tricampeão no geral) depois de superar o Deportes Tolima por 5–4 nos pênaltis, após um 1–1 no tempo normal da final do torneio.

## Regulamento

### Sistema de disputa
Para este ano, a competição contou com o retorno do formato de "mata-mata" em sua totalidade (mesmo usado na edição de 2018) ao estilo da Copa Sul-Americana, depois de ter sido disputado em sistema misto com fase de grupos e "mata-mata" na edição anterior. Ao todo foram sete fases, disputadas pelas 36 equipes afiliadas à DIMAYOR em jogos de ida e volta até ser apurado o campeão.
As fases I e II contou com a participação apenas das 16 equipes da segunda divisão. Os quatro sobreviventes após as duas fases iniciais se classificam para a fase III, onde se juntaram as doze equipes da primeira divisão que não classificaram para as competições da CONMEBOL na temporada de 2020. Finalmente, na fase final, os oito times vencedores da fase anterior receberam os quatro qualificados da Taça Libertadores (Junior Barranquilla, América de Cali, Deportes Tolima e Independiente Medellín), bem como os quatros da Copa Sul-Americana (Deportivo Cali, Atlético Nacional, Millonarios e Deportivo Pasto), que entraram na competição nesta etapa. A fase final foi dividida em oitavas de final, quartas de final, semifinal e final.
Devido à suspensão da competição causada pela pandemia de COVID-19, em 9 de setembro de 2020, a DIMAYOR anunciou que, a partir das oitavas de final, todas as fases subsequentes até a final seriam disputadas em jogos únicos em vez dos jogos de ida e volta da tabela original. Além disso, foi confirmado que os campeão se classificaria para a Copa Sul-Americana de 2022, em vez da Taça Libertadores de 2021, como planejado originalmente.

## Calendário
O calendário de cada fase, onde a maioria das fases foram remarcadas devido à pandemia COVID-19, compreende as seguintes datas:
| Fase             | Sorteio                | Jogo(s) de ida                                                                        | Jogo(s) de volta                                                                      |
| ---------------- | ---------------------- | ------------------------------------------------------------------------------------- | ------------------------------------------------------------------------------------- |
| Primeira fase    | 5 de fevereiro de 2020 | 19 e 20 de fevereiro de 2020                                                          | 4 e 5 de março de 2020                                                                |
| Segunda fase     | 5 de fevereiro de 2020 | 23 de setembro de 2020 (originalmente 18 de março de 2020)                            | 30 de setembro de 2020 (originalmente 22 de abril de 2020)                            |
| Terceira fase    | 5 de fevereiro de 2020 | 21 de outubro de 2020 (originalmente 29 de julho de 2020)                             | 28 de outubro de 2020 (originalmente 19 de agosto de 2020)                            |
| Oitavas de final | 2 de novembro de 2020  | 18, 19 & 25 de novembro de 2020 (originalmente 2 e 9 de setembro de 2020)             | 18, 19 & 25 de novembro de 2020 (originalmente 2 e 9 de setembro de 2020)             |
| Quartas de final | 2 de novembro de 2020  | 13, 14 & 21 de janeiro de 2021 (originalmente 16 de setembro e 14 de outubro de 2020) | 13, 14 & 21 de janeiro de 2021 (originalmente 16 de setembro e 14 de outubro de 2020) |
| Semifinais       | 2 de novembro de 2020  | 27 & 28 de janeiro de 2021 (originalmente 21 e 28 de outubro de 2020)                 | 27 & 28 de janeiro de 2021 (originalmente 21 e 28 de outubro de 2020)                 |
| Final            | 2 de novembro de 2020  | 11 de fevereiro de 2021 (originalmente 4 e 11 de novembro de 2020)                    | 11 de fevereiro de 2021 (originalmente 4 e 11 de novembro de 2020)                    |

## Fases iniciais

### Primeira fase
- A primeira fase foi disputada pelos 16 clubes que participam do Torneo BetPlay DIMAYOR de 2020 (segunda divisão) organizadas em oito chaves, em partidas eliminatórias em ida e volta.[1]
- Os oitos cabeças de chave foram determinados de acordo com sua colocação na classificação geral da segunda divisão de 2019 (com exceção de Deportivo Pereira e Boyacá Chicó) e as oito equipes restantes (incluindo os dois rebaixados da primeira divisão Atlético Huila e Unión Magdalena) foram sorteadas nas chaves.[1]
- O mando de campo do segundo jogo foi do clube com a melhor posição na classificação geral da segunda divisão na temporada de 2019.[1]
- Em caso de empate no placar agregado, a vaga foi definida na disputa por pênaltis.[1]
- Avançaram 8 equipes para a segunda fase.[1]

Em itálico, os times que possuem o mando de campo no primeiro jogo do confronto e em negrito os times classificados.
| Chave | Equipe 1        | Total       | Equipe 2         | Jogo 1 | Jogo 2 |
| ----- | --------------- | ----------- | ---------------- | ------ | ------ |
| A     | Real San Andrés | 2–2 (4–1 p) | Cortuluá         | 1–1    | 1–1    |
| B     | Atlético        | 2–3         | Real Cartagena   | 1–2    | 1–1    |
| C     | Valledupar      | 0–4         | Deportes Quindío | 0–2    | 0–2    |
| D     | Boca Juniors    | 1–1 (1–3 p) | Leones           | 0–0    | 1–1    |
| E     | Unión Magdalena | 4–3         | Bogotá           | 3–0    | 1–3    |
| F     | Orsomarso       | 2–2 (3–4 p) | Fortaleza        | 1–2    | 1–0    |
| G     | Barranquilla    | 0–3         | Tigres           | 0–1    | 0–2    |
| H     | Atlético Huila  | 4–2         | Llaneros         | 0–2    | 4–0    |

#### Jogos de ida
| 19 de fevereiro de 2020 | Real San Andrés | 1 – 1     | Cortuluá      | San Andrés                               |  |
| 14:00                   | - Ramírez 77'   | Relatório | - Ucrós 90+3' | Estádio: Erwin O'Neil Árbitro: Juan Mira |  |

| 19 de fevereiro de 2020 | Valledupar | 0 – 2     | Deportes Quindío           | Valledupar                                              |  |
| 15:30                   |            | Relatório | - Cambindo 19' (pen.), 48' | Estádio: Armando Maestre Pavajeau Árbitro: Ramiro Pabón |  |

| 19 de fevereiro de 2020 | Boca Juniors | 0 – 0     | Leones | Cali                                             |  |
| 18:00                   |              | Relatório |        | Estádio: Pascual Guerrero Árbitro: Héctor Rivera |  |

| 19 de fevereiro de 2020 | Unión Magdalena               | 3 – 0     | Bogotá | Santa Marta                                 |  |
| 20:05                   | - Vanegas 30', 66' - Luna 54' | Relatório |        | Estádio: Sierra Nevada Árbitro: Ferney Ossa |  |

| 20 de fevereiro de 2020 | Orsomarso    | 1 – 2     | Fortaleza                | Palmira                                           |  |
| 15:30                   | - Angulo 25' | Relatório | - Caldera 28' - Lara 82' | Estádio: Deportivo Cali Árbitro: Jonathan Aguirre |  |

| 20 de fevereiro de 2020 | Barranquilla | 0 – 1     | Tigres              | Barranquilla                                                    |  |
| 15:30                   |              | Relatório | - Montes 30' (pen.) | Estádio: Metropolitano Roberto Meléndez Árbitro: Jonathan Tovar |  |

| 20 de fevereiro de 2020 | Atlético Huila | 0 – 2     | Llaneros                      | Neiva                                              |  |
| 18:00                   |                | Relatório | - Navarro 5' - Frigerio 90+5' | Estádio: Pascual Guerrero Árbitro: Nolberto Ararat |  |

| 20 de fevereiro de 2020 | Atlético    | 1 – 2     | Real Cartagena            | Cali                                                 |  |
| 20:05                   | - Correa 2' | Relatório | - Giraldo 10' - Ramos 63' | Estádio: Pascual Guerrero Árbitro: Alejandro Moncada |  |

#### Jogos de volta
| 4 de março de 2020 | Llaneros | 0 – 4 (2–4 agr.) | Atlético Huila                                                 | Tunja                                           |  |
| 15:15              |          | Relatório        | - Henao 8' (pen.) - Moreno 56' - Mostasilla 67' - Asprilla 79' | Estádio: La Independencia Árbitro: Luis Delgado |  |

| 4 de março de 2020 | Leones     | 1 – 1 (1–1 agr.) (3–1 pen.) | Boca Juniors   | Envigado                                           |  |
| 15:30              | - Gómez 7' | Relatório                   | - García 45+1' | Estádio: Polideportivo Sur Árbitro: Wilmer Gantiva |  |

| 4 de março de 2020 | Real Cartagena | 1 – 1 (3–2 agr.) | Atlético   | Magangue                                       |  |
| 19:00              | - Díaz 48'     | Relatório        | - Cobo 18' | Estádio: Diego de Carvajal Árbitro: Diego Ruiz |  |

| 4 de março de 2020 | Bogotá                          | 3 – 1 (3–4 agr.) | Unión Magdalena | Bogotá                                                   |  |
| 19:40              | - Suárez 12' - Caicedo 33', 49' | Relatório        | - Hinojosa 75'  | Estádio: Metropolitano de Techo Árbitro: Juan Pablo Alba |  |

| 5 de março de 2020 | Fortaleza | 0 – 1 (2–2 agr.) (4–3 pen.) | Orsomarso     | Cota                                     |  |
| 14:00              |           | Relatório                   | - Murillo 77' | Estádio: Municipal Árbitro: Ramiro Pabón |  |

| 5 de março de 2020 | Cortuluá       | 1 – 1 (1–4 pen.) | Real San Andrés | Tuluá                                             |  |
| 15:15              | - Ibargüen 68' | Relatório        | - Duarte 78'    | Estádio: Doce de Octubre Árbitro: Alexander Ortiz |  |

| 5 de março de 2020 | Tigres                    | 2 – 0 (3–0 agr.) | Barranquilla | Bogotá                                                   |  |
| 15:30              | - Anaya 10' - Ortíz 90+7' | Relatório        |              | Estádio: Metropolitano de Techo Árbitro: Nolberto Ararat |  |

| 5 de março de 2020 | Deportes Quindío        | 2 – 0 (4–0 agr.) | Valledupar | Armênia                                     |  |
| 17:30              | - España 5' (pen.), 40' | Relatório        |            | Estádio: Centenário Árbitro: David Espinoza |  |

### Segunda fase
- A fase II foi disputada pelos oitos times vencedores da fase anterior, em partidas eliminatórias em ida e volta. Os confrontos seguiram o chaveamento predeterminado da fase anterior.[1] Os jogos de ida ocorreram em 23 e 24 de setembro de 2020; e os da volta, foram disputados em 30 de setembro e 1º de outubro de 2020.[15]
- O mando de campo do segundo jogo será da equipe com a melhor pontuação na fase I. Se dois clubes da mesma chave obtiverem a mesma pontuação ao final da fase I, serão aplicados os seguintes critérios de desempate: (1) Maior saldo de gols, (2) Mais gols marcados, (3) Mais gols marcados como visitante, (4) Menos gols sofridos como visitante, (5) Melhor posição na classificação geral na temporada de 2019.[1]
- Em caso de empate no placar agregado, a vaga será definida na disputa por pênaltis.[1]
- Avançam 4 equipes para a terceira fase.[1]

| Chave | Equipe 1       | Total       | Equipe 2         | Jogo 1 | Jogo 2 |
| ----- | -------------- | ----------- | ---------------- | ------ | ------ |
| 1     | Atlético Huila | 1–3         | Real San Andrés  | 1–1    | 0–2    |
| 2     | Real Cartagena | 1–1 (3–5 p) | Tigres           | 0–0    | 1–1    |
| 3     | Fortaleza      | 0–2         | Deportes Quindío | 0–1    | 0–1    |
| 4     | Leones         | 4–2         | Unión Magdalena  | 1–1    | 3–1    |

Chave 1
| 24 de setembro de 2020 | Atlético Huila | 1 – 1     | Real San Andrés | Neiva                                                   |  |
| 15:15                  | Asprilla 49'   | Relatório | Carvajal 31'    | Estádio: Guillermo Plazas Alcid Árbitro: Wilmar Montaño |  |

| 1 de outubro de 2020 | Real San Andrés          | 2 – 0 (3–1 agr.) | Atlético Huila | Ibagué                                                 |  |
| 15:15                | Espinal 2' · Torres] 16' | Relatório        |                | Estádio: Manuel Murillo Toro Árbitro: Leonard Mosquera |  |

Chave 2
| 24 de setembro de 2020 | Real Cartagena | 0 – 0     | Tigres | Barranquilla                                     |  |
| 18:00                  |                | Relatório |        | Estádio: Romelio Martínez Árbitro: Carlos García |  |

| 30 de setembro de 2020 | Tigres      | 1 – 1 (1–1 agr.) (5–3 pen.) | Real Cartagena | Bogotá                                                  |  |
| 19:40                  | Charria 16' | Relatório                   | Ramos 87'      | Estádio: Metropolitano de Techo Árbitro: Mauricio Pérez |  |

Chave 3
| 24 de setembro de 2020 | Fortaleza | 0 – 1     | Deportes Quindío | Bogotá                                                |  |
| 19:40                  |           | Relatório | España 86'       | Estádio: Metropolitano de Techo Árbitro: Luis Delgado |  |

| 1 de outubro de 2020 | Deportes Quindío | 1 – 0 (2–0 agr.) | Fortaleza | Armênia                                   |  |
| 17:30                | Quintero 88'     |                  |           | Estádio: Centenário Árbitro: Jorge Guzmán |  |

Chave 4
| 23 de setembro de 2020 | Leones    | 1 – 1     | Unión Magdalena | Itagüí                                       |  |
| 20:05                  | Vélez 37' | Relatório | Luna 49' (pen.) | Estádio: Metropolitano Árbitro: Johan Bernal |  |

| 1 de outubro de 2020 | Unión Magdalena | 1 – 3 (2–4 agr.) | Leones | Santa Marta                                 |  |
| 19:45                | Blanco 68'      | Relatório        |        | Estádio: Sierra Nevada Árbitro: Diego Ulloa |  |

### Terceira fase
- A fase III contará com a participação dos quatro clubes vencedores da fase anterior mais os 12 clubes da primeira divisão não classificados para competições da CONMEBOL (Taça Libertadores de 2020 e Copa Sul-Americana de 2020) distribuídos em oito chaves, em partidas eliminatórias em ida e volta.[1] Os jogos de ida ocorrerão em 21 e 22 de outubro de 2020; e os da volta, serão disputados em 28 e 29 de outubro de 2020.[16][17]
- O mando de campo da partida de volta serão dos 4 clubes classificados da fase anterior e dos 4 melhores posicionados na tabela de classificação acumulada da primeira divisão de 2019.[1]
- Em caso de empate no placar agregado, a vaga será definida na disputa por pênaltis.[1]
- Avançam 8 equipes para as fase final.[1]

| Chave | Equipe 1             | Total       | Equipe 2               | Jogo 1 | Jogo 2 |
| ----- | -------------------- | ----------- | ---------------------- | ------ | ------ |
| A     | Boyacá Chicó         | 2–3         | Real San Andrés        | 1–1    | 1–2    |
| B     | Deportivo Pereira    | 2–1         | Tigres                 | 1–0    | 1–1    |
| C     | Jaguares de Córdoba  | 1–1 (3–4 p) | Deportes Quindío       | 0–1    | 1–0    |
| D     | Águilas Doradas      | 4–1         | Leones                 | 2–0    | 2–1    |
| E     | La Equidad           | 3–5         | Cúcuta Deportivo       | 1–2    | 2–3    |
| F     | Atlético Bucaramanga | 2–4         | Once Caldas            | 2–0    | 0–4    |
| G     | Envigado             | 3–2         | Alianza Petrolera      | 3–0    | 0–2    |
| H     | Patriotas Boyacá     | 3–4         | Independiente Santa Fe | 1–3    | 2–1    |

Chave A
| 21 de outubro de 2020 | Boyacá Chicó          | 1 – 1     | Real San Andrés | Tunja                                             |  |
| 20:00                 | - González 86' (pen.) | Relatório | - Espinal 40'   | Estádio: La Independencia Árbitro: Steven Camargo |  |

| 29 de outubro de 2020 | Real San Andrés            | 2 – 1 (3–2 agr.) | Boyacá Chicó          | San Andrés Island                             |  |
| 15:00                 | - Ramírez 18' - Molina 90' | Relatório        | - González 36' (pen.) | Estádio: Erwin O'Neil Árbitro: Yahir Cárdenas |  |

Chave B
| 21 de outubro de 2020 | Deportivo Pereira   | 1 – 0     | Tigres | Pereira                                                |  |
| 15:00                 | - Molina 51' (pen.) | Relatório |        | Estádio: Hernán Ramírez Villegas Árbitro: Ramiro Pabón |  |

| 29 de outubro de 2020 | Tigres      | 1 – 1 (1–2 agr.) | Deportivo Pereira | Bogotá                                              |  |
| 14:00                 | - Vacca 78' | Relatório        | - De La Rosa 66'  | Estádio: Metropolitano de Techo Árbitro: José Ortiz |  |

Chave C
| 21 de outubro de 2020 | Jaguares de Córdoba | 0 – 1     | Deportes Quindío      | Montería                                                        |  |
| 15:00                 |                     | Relatório | - Figueroa 78' (pen.) | Estádio: Jaraguay (Municipal de Montería) Árbitro: John Perdomo |  |

| 28 de outubro de 2020 | Deportes Quindío | 0 – 1 (1–1 agr.) (4–3 pen.) | Jaguares de Córdoba | Armenia                                                |  |
| 19:00                 | - Lemus 33'      | Relatório                   |                     | Estádio: Centenario de Armenia Árbitro: Snaider Pontón |  |

Chave D
| 22 de outubro de 2020 | Águilas Doradas              | 2 – 0     | Leones | Rionegro                                        |  |
| 18:00                 | - Ramírez 30' - Otálvaro 53' | Relatório |        | Estádio: Alberto Grisales Árbitro: Jorge Duarte |  |

| 29 de outubro de 2020 | Leones      | 1 – 2 (1–4 agr.) | Águilas Doradas | Itagüí                                                             |  |
| 15:00                 | - Gómez 42' | Relatório        |                 | Estádio: Metropolitano Ciudad de Itagüí Árbitro: Lisandro Castillo |  |

Chave E
| 21 de outubro de 2020 | La Equidad | 1 – 2     | Cúcuta Deportivo             | Bogotá                                                   |  |
| 18:00                 | - Mier 50' | Relatório | - Oliveros 6' - Vuletich 48' | Estádio: Metropolitano de Techo Árbitro: Nolberto Ararat |  |

| 29 de outubro de 2020 | Cúcuta Deportivo                        | 3 – 2 (5–3 agr.) | La Equidad               | Armenia                                                |  |
| 17:45                 | - Ariza 25' - Rojas 45+1' - Peralta 55' | Relatório        | - Cuero 47' - Sabbag 63' | Estádio: Centenario de Armenia Árbitro: Mauricio Pérez |  |

Chave F
| 22 de outubro de 2020 | Atlético Bucaramanga                          | 2 – 0     | Alianza Petrolera | Bucaramanga                                      |  |
| 18:00                 | - Torres 45' (pen.) - Aladesanmi 90+2' (pen.) | Relatório |                   | Estádio: Alfonso López Árbitro: Leonard Mosquera |  |

| 29 de outubro de 2020 | Alianza Petrolera                   | 4 – 0 (4–2 agr.) | Atlético Bucaramanga | Barrancabermeja                                         |  |
| 20:10                 | - Payares 29' - Gil 45+1', 72', 87' | Relatório        |                      | Estádio: Daniel Villa Zapata Árbitro: Nicolás Rodríguez |  |

Chave G
| 21 de outubro de 2020 | Envigado                                      | 3 – 0     | Once Caldas | Envigado                                            |  |
| 20:00                 | - Zapata 2' - López 53' - Guzmán 90+5' (pen.) | Relatório |             | Estádio: Polideportivo Sur Árbitro: Ferney Trujillo |  |

| 28 de outubro de 2020 | Once Caldas                    | 2 – 0 (2–3 agr.) | Envigado | Manizales                                   |  |
| 19:40                 | - Rodríguez 22' - Carreazo 37' | Relatório        |          | Estádio: Palogrande Árbitro: Fernando Acuña |  |

Chave H
| 22 de outubro de 2020 | Patriotas Boyacá | 1 – 3     | Independiente Santa Fe | Tunja                                               |  |
| 20:00                 | - Ramírez 64'    | Relatório |                        | Estádio: La Independencia Árbitro: Mauricio Mercado |  |

| 29 de outubro de 2020 | Independiente Santa Fe | 1 – 2 (4–3 agr.) | Patriotas Boyacá                     | Bogotá                                                   |  |
| 17:45                 | - Porras 45+1'         | Relatório        | - Miranda 72' (pen.) - Vanegas 90+5' | Estádio: Nemesio Camacho (El Campin) Árbitro: Diego Ruiz |  |

## Fases finais

### Tabelão até a final
|  | Oitavas de final                    | Oitavas de final         |                               |         | Quartas de final | Quartas de final |  |  | Semifinal | Semifinal |  |  | Final | Final |
|  |                                     |                          |                               |         |                  |                  |  |  |           |           |  |  |       |       |
|  | 18 de novembro – Armenia            |                          |                               |         |                  |                  |  |  |           |           |  |  |       |       |
|  |                                     |                          |                               |         |                  |                  |  |  |           |           |  |  |       |       |
|  | Deportes Quindío (pen.)             | 1 (5)                    |                               |         |                  |                  |  |  |           |           |  |  |       |       |
|  | Deportes Quindío (pen.)             | 1 (5)                    | 13 de janeiro – Armenia       |         |                  |                  |  |  |           |           |  |  |       |       |
|  | Deportivo Cali                      | 1 (4)                    |                               |         |                  |                  |  |  |           |           |  |  |       |       |
|  | Deportivo Cali                      | 1 (4)                    | Deportes Quindío              | 2       |                  |                  |  |  |           |           |  |  |       |       |
|  | 19 de novembro – Barrancabermeja    |                          | Deportes Quindío              | 2       |                  |                  |  |  |           |           |  |  |       |       |
|  |                                     | Alianza Petrolera        | 0                             |         |                  |                  |  |  |           |           |  |  |       |       |
|  | Alianza Petrolera (pen.)            | Alianza Petrolera        | 0                             | 2 (4)   |                  |                  |  |  |           |           |  |  |       |       |
|  | Alianza Petrolera (pen.)            |                          | 27 de janeiro – Armenia       | 2 (4)   |                  |                  |  |  |           |           |  |  |       |       |
|  | Millonarios                         | 2 (3)                    |                               |         |                  |                  |  |  |           |           |  |  |       |       |
|  | Millonarios                         | 2 (3)                    | Deportes Quindío              | 0       |                  |                  |  |  |           |           |  |  |       |       |
|  | 19 de novembro – Pereira            |                          | Deportes Quindío              | 0       |                  |                  |  |  |           |           |  |  |       |       |
|  |                                     | Independiente Medellín   | 1                             |         |                  |                  |  |  |           |           |  |  |       |       |
|  | Deportivo Pereira                   | Independiente Medellín   | 1                             | 0       |                  |                  |  |  |           |           |  |  |       |       |
|  | Deportivo Pereira                   | 13 de janeiro – Medellín |                               | 0       |                  |                  |  |  |           |           |  |  |       |       |
|  | Independiente Medellín              | 2                        |                               |         |                  |                  |  |  |           |           |  |  |       |       |
|  | Independiente Medellín              | 2                        | Independiente Medellín        | 2       |                  |                  |  |  |           |           |  |  |       |       |
|  | 18 de novembro – Envigado           |                          | Independiente Medellín        | 2       |                  |                  |  |  |           |           |  |  |       |       |
|  |                                     | Junior Barranquilla      | 1                             |         |                  |                  |  |  |           |           |  |  |       |       |
|  | Envigado                            | Junior Barranquilla      | 1                             | 3 (3)   |                  |                  |  |  |           |           |  |  |       |       |
|  | Envigado                            |                          | 11 de fevereiro – Medellín    | 3 (3)   |                  |                  |  |  |           |           |  |  |       |       |
|  | Junior Barranquilla (pen.)          | 3 (4)                    |                               |         |                  |                  |  |  |           |           |  |  |       |       |
|  | Junior Barranquilla (pen.)          | 3 (4)                    | Independiente Medellín (pen.) | 01 (5)0 |                  |                  |  |  |           |           |  |  |       |       |
|  | 19 de novembro – Armenia            |                          | Independiente Medellín (pen.) | 01 (5)0 |                  |                  |  |  |           |           |  |  |       |       |
|  |                                     | Deportes Tolima          | 1 (4)                         |         |                  |                  |  |  |           |           |  |  |       |       |
|  | Cúcuta Deportivo                    | Deportes Tolima          | 1 (4)                         | 0       |                  |                  |  |  |           |           |  |  |       |       |
|  | Cúcuta Deportivo                    | 21 de janeiro – Ibagué   |                               | 0       |                  |                  |  |  |           |           |  |  |       |       |
|  | Deportes Tolima (w.o.)              | 3                        |                               |         |                  |                  |  |  |           |           |  |  |       |       |
|  | Deportes Tolima (w.o.)              | 3                        | Deportes Tolima               | 2       |                  |                  |  |  |           |           |  |  |       |       |
|  | 18 de novembro – Rionegro           |                          | Deportes Tolima               | 2       |                  |                  |  |  |           |           |  |  |       |       |
|  |                                     | Atlético Nacional        | 0                             |         |                  |                  |  |  |           |           |  |  |       |       |
|  | Águilas Doradas                     | Atlético Nacional        | 0                             | 2 (4)   |                  |                  |  |  |           |           |  |  |       |       |
|  | Águilas Doradas                     |                          | 28 de janeiro – Ibagué        | 2 (4)   |                  |                  |  |  |           |           |  |  |       |       |
|  | Atlético Nacional (pen.)            | 2 (5)                    |                               |         |                  |                  |  |  |           |           |  |  |       |       |
|  | Atlético Nacional (pen.)            | 2 (5)                    | Deportes Tolima (pen.)        | 01 (2)0 |                  |                  |  |  |           |           |  |  |       |       |
|  | 25 de novembro – Ilha de San Andrés |                          | Deportes Tolima (pen.)        | 01 (2)0 |                  |                  |  |  |           |           |  |  |       |       |
|  |                                     | Deportivo Pasto          | 1 (1)                         |         |                  |                  |  |  |           |           |  |  |       |       |
|  | Real San Andrés                     | Deportivo Pasto          | 1 (1)                         | 1 (2)   |                  |                  |  |  |           |           |  |  |       |       |
|  | Real San Andrés                     | 14 de janeiro – Pasto    |                               | 1 (2)   |                  |                  |  |  |           |           |  |  |       |       |
|  | Deportivo Pasto (pen.)              | 1 (4)                    |                               |         |                  |                  |  |  |           |           |  |  |       |       |
|  | Deportivo Pasto (pen.)              | 1 (4)                    | Deportivo Pasto (pen.)        | 01 (3)0 |                  |                  |  |  |           |           |  |  |       |       |
|  | 18 de novembro – Bogotá             |                          | Deportivo Pasto (pen.)        | 01 (3)0 |                  |                  |  |  |           |           |  |  |       |       |
|  |                                     | América de Cali          | 1 (1)                         |         |                  |                  |  |  |           |           |  |  |       |       |
|  | Independiente Santa Fe              | América de Cali          | 1 (1)                         | 0 (3)   |                  |                  |  |  |           |           |  |  |       |       |
|  | Independiente Santa Fe              |                          |                               | 0 (3)   |                  |                  |  |  |           |           |  |  |       |       |
|  | América de Cali (pen.)              | 00 (4)0                  |                               |         |                  |                  |  |  |           |           |  |  |       |       |
|  | América de Cali (pen.)              | 00 (4)0                  |                               |         |                  |                  |  |  |           |           |  |  |       |       |

### Oitavas de final
- A fase final começou com a disputa das oitavas de final pelos oito clubes vencedores da fase III mais os oito clubes colombianos que participaram da Taça Libertadores de 2020 e da Copa Sul-Americana de 2020, em partidas eliminatórias em jogos únicos.[1][2] As 8 chaves foram definidas através de um sorteio realizado pela DIMAYOR em 2 de novembro de 2020.[18]
- Os jogos foram disputados nos dias 18, 19 e 25 de novembro de 2020.[17]
- O mando de campo foi das 8 equipes classificadas da terceira fase.[1][2]
- Em caso de empate no placar ao final do tempo regulamentar, a vaga foi definida na disputa por pênaltis.[1]
- Avançaram 8 equipes para as quartas de final.[1]

| Chave | Equipe 1               | Placar      | Equipe 2               |
| ----- | ---------------------- | ----------- | ---------------------- |
| 1     | Real San Andrés        | 1           | Deportivo Pasto        |
| 2     | Deportivo Pereira      | 0–2         | Independiente Medellín |
| 3     | Deportes Quindío       | 1–1 (5–4 p) | Deportivo Cali         |
| 4     | Águilas Doradas        | 2–2 (4–5 p) | Atlético Nacional      |
| 5     | Cúcuta Deportivo       | 0–3 (W.O.)  | Deportes Tolima        |
| 6     | Alianza Petrolera      | 2–2 (4–3 p) | Millonarios            |
| 7     | Envigado               | 3–3 (3–4 p) | Junior Barranquilla    |
| 8     | Independiente Santa Fe | 0–0 (3–4 p) | América de Cali        |

| 18 de novembro de 2020                            | Deportes Quindío | 1 – 1 (5–4 pen.)                               | Deportivo Cali | Armenia                                                       |  |
| 15:00                                             | - Cambindo 19'   | Relatório                                      | - Gómez 90'    | Estádio: Centenario de Armenia Árbitro: Alexander Ortiz Novoa |  |
|                                                   |                  | Penalidades                                    |                |                                                               |  |
| - Carabalí - Serna - Garavito - Riquett - Cadavid |                  | - Valencia - Gómez - Velasco - Moreno - Lucumí |                |                                                               |  |

| 18 de novembro de 2020                    | Envigado                                  | 3 – 3 (3–4 pen.)                              | Junior Barranquilla                           | Envigado                                              |  |
| 15:30                                     | - Noreña 12' - Guzmán 45+3' - Muñoz 90+2' | Relatório                                     | - Rangel 8' (pen.) - Angulo 62' - Vásquez 72' | Estádio: Polideportivo Sur Árbitro: Yadir Acuña Ochoa |  |
|                                           |                                           | Penalidades                                   |                                               |                                                       |  |
| - Moreno - Durán - Zapata - Báez - Guzmán |                                           | - Cetré - Vásquez - Moreno - Sandoval - Viera |                                               |                                                       |  |

| 18 de novembro de 2020 | Águilas Doradas           | 2 – 2 (4–5 pen.) | Atlético Nacional            | Rionegro                                                    |  |
| 17:45                  | - Puerta 32' - Obrian 72' |                  | - González 18' - Barrera 78' | Estádio: Alberto Grisales Árbitro: Bismark Santiago Pitalua |  |

| 18 de novembro de 2020                             | Independiente Santa Fe | 0 – 0 (3–4 pen.)                                          | América de Cali | Bogotá                                                        |  |
| 20:00                                              |                        | Relatório                                                 |                 | Estádio: Nemesio Camacho (El Campin) Árbitro: Diego Escalante |  |
|                                                    |                        | Penalidades                                               |                 |                                                               |  |
| - Velásquez - Torijano - Palacios - Gómez - Valdés |                        | - Sierra - Vergara - Ureña - Jaramillo - Sánchez - Moreno |                 |                                                               |  |

| 19 de novembro de 2020 | Cúcuta Deportivo | 0 – 3 (w.o.) | Deportes Tolima | Armenia                                                |  |
| 15:00                  |                  | Relatório    |                 | Estádio: Centenario de Armenia Árbitro: Jonathan Ortiz |  |

| 19 de novembro de 2020 | Deportivo Pereira | 0 – 2     | Independiente Medellín  | Pereira                                                   |  |
| 15:00                  |                   | Relatório | - Díaz 59' - Garcés 62' | Estádio: Hernán Ramírez Villegas Árbitro: Ferney Trujillo |  |

| 19 de novembro de 2020                           | Alianza Petrolera               | 2 – 2 (4–3 pen.)                                        | Millonarios              | Barrancabermeja                                     |  |
| 19:40                                            | - Cuadros 6' - Arias 63' (pen.) | Relatório                                               | - Román 30' - Arango 54' | Estádio: Daniel Villa Zapata Árbitro: Jorge Tabares |  |
|                                                  |                                 | Penalidades                                             |                          |                                                     |  |
| - Flórez - Hurtado - Portilla - Hinestroza - Zea |                                 | - Salazar - Arango - Márquez - De los Santos - Quiñones |                          |                                                     |  |

| 25 de novembro de 2020 | Real San Andrés | 1 – 1 (2–4 pen.)                                | Deportivo Pasto | Ilha de San Andrés                             |  |
| 15:00 | - Berrío 24'    | Relatório                                       | - Álvarez 73'   | Estádio: Erwin O'Neil Árbitro: Wander Mosquera |  |
| |                 | Penalidades                                     |                 |                                                |  |
| - Ramírez - Molina - Duarte - Forbes |                 | - Mercado - Rendón - Rojano - Campaña - Álvarez |                 |                                                |  |
| Nota: O jogo entre Real San Andrés e Deportivo Pasto estava originalmente marcado para 18 de novembro de 2020, às 15:00 (horário local), mas foi transferido para 25 de novembro de 2020, às 15:00 (horário local), devido ao impacto do furacão Iota no arquipélago de San Andrés, Providencia e Santa Catalina. |                 |                                                 |                 |                                                |  |

### Quartas de final
- As quartas de final foi realizada com os oitos ganhadores das oitavas de final, em partidas eliminatórias em jogos únicos.[1]
- O mando de campo foi da equipe com a melhor pontuação na fase de oitavas de final. Se dois clubes da mesma chave obtiveram a mesma pontuação ao final da fase mencionada, foram aplicados os seguintes critérios de desempate: (1) Maior saldo de gols, (2) Mais gols marcados, (3) Mais gols marcados como visitante, (4) Menos gols sofridos como visitante, (5) Menor número de cartão amarelos nas oitavas de final, (6) Menor número de cartão vermelhos nas oitavas de final, (7) Sorteio.[1]
- Em caso de empate no placar ao final do tempo regulamentar, a vaga foi definida na disputa por pênaltis.[1]
- Avançaram 4 equipes para as semifinais.[1]

| Chave | Equipe 1               | Placar         | Equipe 2            |
| ----- | ---------------------- | -------------- | ------------------- |
| A     | Deportivo Pasto        | 1–1 (3–1 pen.) | América de Cali     |
| B     | Independiente Medellín | 2–1            | Junior Barranquilla |
| C     | Deportes Quindío       | 2–0            | Alianza Petrolera   |
| D     | Deportes Tolima        | 2–0            | Atlético Nacional   |

| 13 de janeiro de 2021 | Deportes Quindío            | 2 – 0     | Alianza Petrolera | Armênia                                                 |  |
| 17:30 (UTC−5)         | - Diber Cambindo 45+1', 47' | Relatório |                   | Estádio: Centenário de Armenia Árbitro: Ferney Trujillo |  |

| 13 de janeiro de 2021 | Independiente Medellín                             | 2 – 1     | Junior Barranquilla | Medellín                                          |  |
| 20:00 (UTC−5)         | - Agustín Vuletich 52' - Leonardo Fabio Castro 89' | Relatório | - Miguel Borja 45'  | Estádio: Atanasio Girardot Árbitro: Carlos Ortega |  |

| 14 de janeiro de 2021                                                       | Deportivo Pasto                    | 1 – 1 (3–1 pen.)                                                        | América de Cali       | Pasto                                                    |  |
| 19:45 (UTC−5)                                                               | - Francisco Rodríguez Ibarra 45+1' | Relatório                                                               | - Santiago Moreno 36' | Estádio: Departamental Libertad Árbitro: Diego Escalante |  |
|                                                                             |                                    | Penalidades                                                             |                       |                                                          |  |
| - Camilo Ayala - Juan Sebastián Herrera - Leonardo Aponte - Yhormar Hurtado |                                    | - Rafael Carrascal - Rodrigo Ureña - Felipe Jaramillo - Santiago Moreno |                       |                                                          |  |

| 21 de janeiro de 2021 | Deportes Tolima                         | 2 – 0     | Atlético Nacional | Ibagué                       |  |
| 15:15 (UTC−5)         | - Leandro Campaz 71' - John Narváez 80' | Relatório |                   | Estádio: Manuel Murillo Toro |  |

### Semifinal
- As semifinais foram disputadas pelos quatro clubes vencedores das quartas de final, em partidas eliminatórias em jogos únicos.[1]
- O mando de campo foi da equipe com a melhor pontuação no somatório das fases de oitavas e quartas de de final. Se dois clubes da mesma chave obtiveram a mesma pontuação ao final das duas fases mencionadas, foram aplicados os seguintes critérios de desempate: (1) Maior saldo de gols, (2) Mais gols marcados, (3) Mais gols marcados como visitante, (4) Menos gols sofridos como visitante, (5) Menor número de cartão amarelos acumulados, (6) Menor número de cartão vermelhos acumulados, (7) Sorteio.[1]
- Em caso de empate no placar ao final do tempo regulamentar, a vaga foi definida na disputa por pênaltis.[1]
- Avançaram 2 equipes para a grande decisão.[1]

| Chave | Equipe 1         | Placar      | Equipe 2               |
| ----- | ---------------- | ----------- | ---------------------- |
| 1     | Deportes Tolima  | 1–1 (2–1 p) | Deportivo Pasto        |
| 2     | Deportes Quindío | 0–1         | Independiente Medellín |

| 27 de janeiro de 2021 | Deportes Quindío | 0 – 1     | Independiente Medellín | Armênia                                                   |  |
| 19:40 (UTC−5)         |                  | Relatório | - 15' Matías Mier      | Estádio: Centenário de Armenia Árbitro: Bismarks Santiago |  |

| 28 de janeiro de 2021 | Deportes Tolima             | 1 – 1 (2–1 pen.) | Deportivo Pasto      | Ibagué                                                |  |
| 15:15 (UTC−5)         | - Juan Fernando Caicedo 55' | Relatório        | - 78' Miguel Camargo | Estádio: Manuel Murillo Toro Árbitro: Carlos Betancur |  |

### Final
- A final da Copa BetPlay DIMAYOR de 2020 foi realizada com os dois clubes vencedores das semifinais, em partida eliminatória de jogo único.[1]
- O mando de campo do jogo foi da equipe com a melhor pontuação no somatório das três fases anteriores (oitavas de final, quartas de final e semifinal). Se dois clubes da mesma chave obtiveram a mesma pontuação ao final das três fases mencionadas, serão aplicados os seguintes critérios de desempate: (1) Maior saldo de gols, (2) Mais gols marcados, (3) Mais gols marcados como visitante, (4) Menos gols sofridos como visitante, (5) Menor número de cartão amarelos acumulados, (6) Menor número de cartão vermelhos acumulados, (7) Sorteio.[1]
- Por conta do empate no placar ao final do tempo regulamentar, o título foi definido na disputa por pênaltis.[1]
- Além do título, o clube campeão assegurou uma vaga na Copa Sul-Americana de 2022.

| Equipe 1               | Placar      | Equipe 2 |
| ---------------------- | ----------- | -------- |
| Independiente Medellín | 1–1 (5–4 p) | Tolima   |

| 11 de fevereiro de 2021 | Independiente Medellín | 1 – 1 (5–4 pen.) | Deportes Tolima       | Medellín                                             |  |
| 20:00 (UTC−5)           | - Matías Mier 20'      | Relatório        | - 90' Anderson Angulo | Estádio: Atanasio Girardot Árbitro: Alexander Ospina |  |

## Premiação
| Copa da Colômbia de Futebol de 2020 Copa BetPlay DIMAYOR 2020 |
| ------------------------------------------------------------- |
| Independiente Medellín Campeão (3.º título)                   |